# Jagdhundefriedhof (Aichwald)

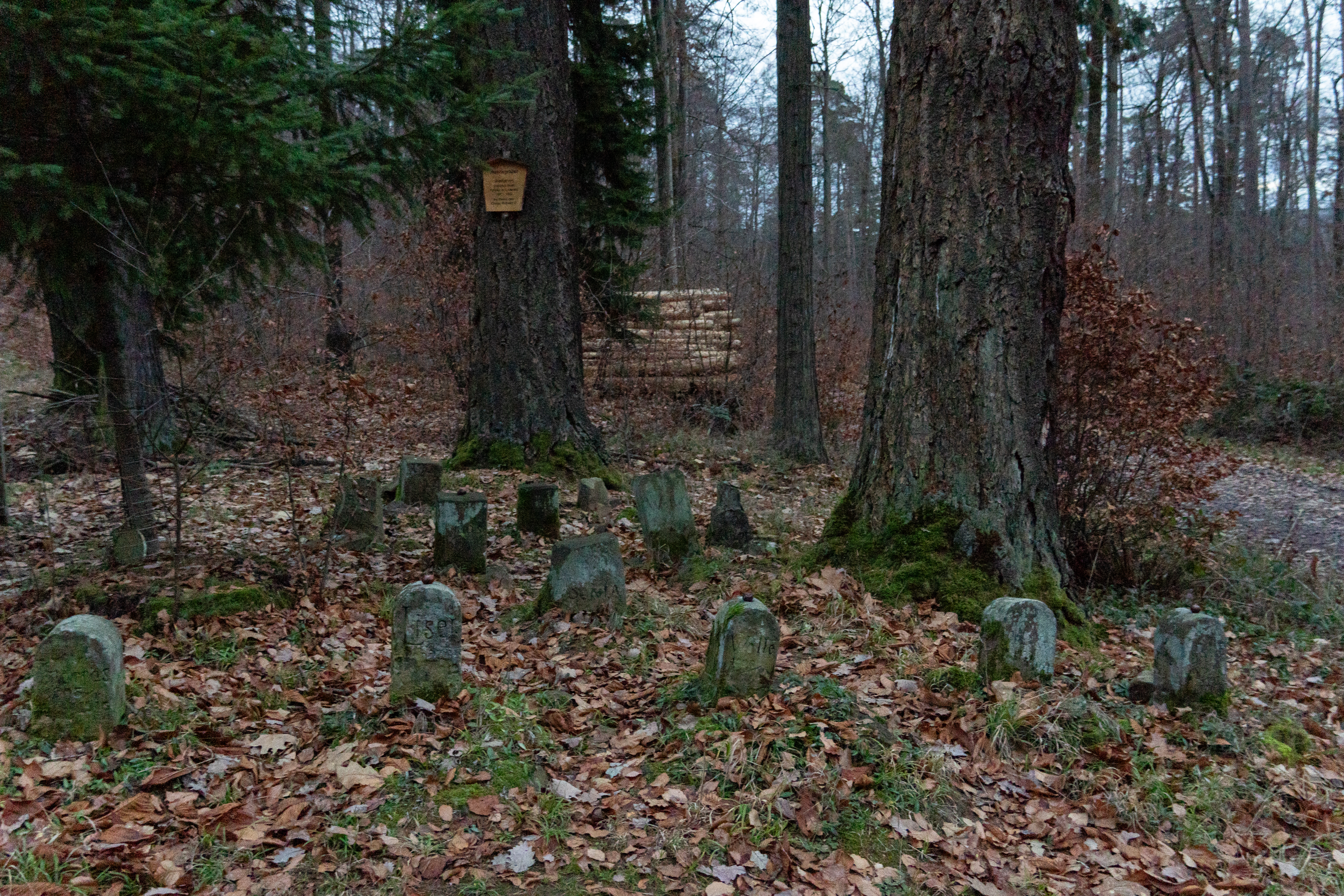
Jagdhundefriedhof

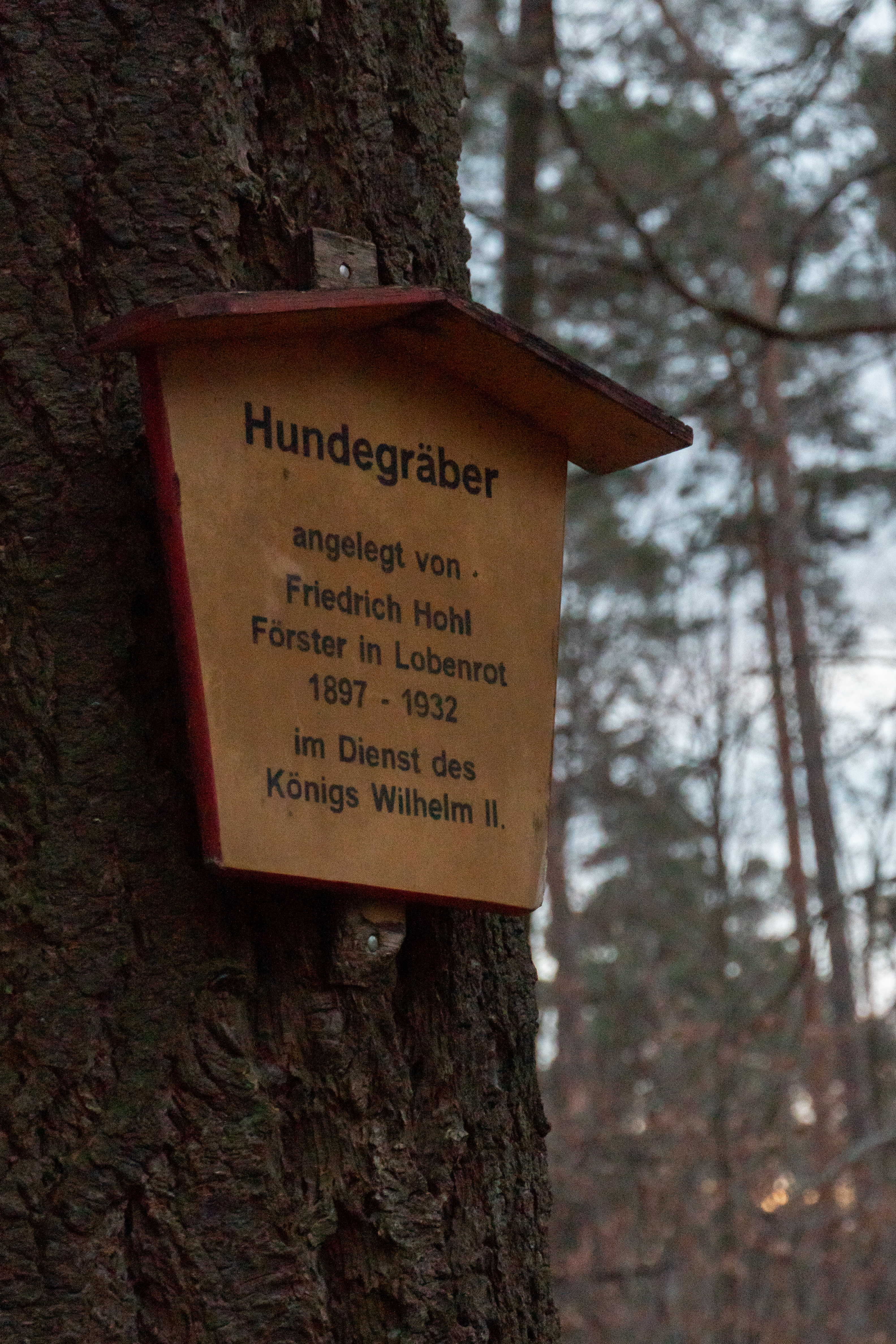
Hinweisschild

Der Jagdhundefriedhof ist ein Kulturdenkmal der Gemeinde Aichwald.
Er ist mehr als 100 Jahre alt und zählt zu einem der ältesten seiner Art in ganz Europa.

## Lage
Er befindet sich an einer Wegkreuzung im Esslinger Stadtwald Ettenfürst an der nördlichen Seite des Haldenbachtals, welche zu Lobenrot gehört.

## Geschichte
Der Friedhof wurde von Friedrich Hohl, dem Förster von Lobenrot, im Dienste von König Wilhelm II. im Jahre 1912 angelegt. Somit ist dieser nur 13 Jahre jünger als der älteste Tierfriedhof Europas, der Cimetière des Chiens. Die ersten Gräber wurden für Wolle (* 1896) und Lisel (* 1907) angelegt. Das letzte Grab ist aus dem Anfang der 1970er Jahre. Insgesamt befinden sich 13 Gräber in Form von Steinquadern aus Sandstein auf dem Friedhof.